# Synodus dermatogenys
Poisson-lézard de sable, Anoli bigarré
Espèce
Statut de conservation UICN

 LC  : Préoccupation mineure
 2 mars 2015 
Synodus dermatogenys, le Poisson-lézard de sable, est une espèce de poissons de la famille des Synodontidae.

## Systématique
L'espèce Synodus dermatogenys a été décrite pour la première fois en 1912 par le zoologiste américain Henry Weed Fowler (1878–1965),.

### Synonymie
Selon World Register of Marine Species (21 janvier 2023) :
- Synodus amaranthus
- Synodus dermatogennis

## Distribution
Cette espèce se croise dans la zone intertropicale, dans les océans Indien et Pacifique, plus particulièrement le long des côtes à une profondeur variant généralement de 1 à 20 m bien qu'elle puisse être retrouvée jusqu'à 70 m de fond.

## Description
Synodus dermatogenys est un poisson pourvu de dents au corps longiligne pouvant atteindre 24 cm.

## Étymologie
Son épithète spécifique, dermatogenys, vient du grec  « δέρματος » (dermatos), génitif de « δέρμα » (derma), « peau » et « genys » joue, ce qui fait référence à son absence d'écailles sur la joue inférieure.

## Comportement
Ce poisson se nourrit de crevettes et de poissons plus petits, en chassant à l'affût, le corps enterré dans le sable, avec uniquement les yeux qui en dépassent.

### Parasites
Les spécimens adultes sont victimes d'endoparasites comme Erilepturus synodi, Lecithochirium priacanthi, Coitocaecum hawaiensis et Zoogonoides pyriformis.

## Publication originale
- (en) Academy of Natural Sciences of Philadelphia, Proceedings of the Academy of Natural Sciences of Philadelphia, vol. 63, 1911.